# Château Colombier-Monpelou
Le château Colombier-Monpelou, est un domaine viticole situé à Pauillac en Gironde. Situé en AOC Pauillac, il est classé comme cru bourgeois supérieur et est la propriété du GFA baronne Philippine de Rothschild à partir de 2007.

## Le terroir
Le vignoble s'étend sur la commune de Pauillac. Il est contigu aux Châteaux Pontet-Canet et d'Armailhac, deux cinquième crus classés en 1855.